# Dendrobium hancockii
Dendrobium hancockii Rolfe, 1903 è una pianta della famiglia delle Orchidacee.

## Descrizione
D. hancockii è un'orchidea di taglia variabile, da media fino a gigantesca, epifita o litofita con steli snelli, occasionalmente ramificati, con foglie apicali, lineari, lunghe 6 - 7 centimetri. La fioritura avviene in primavera, con una o due fiori aggettanti dalle ascelle apicali, intensamente profumati di miele e grandi fino a 4 centimetri.

## Distribuzione e habitat
D. hancockii è diffusa nel sud della Cina (Yunnan), nel Myanmar e in Vietnam.
Cresce sui tronchi degli alberi nelle foreste o sulle rocce lungo le valli. Come epifita vegeta tra i 200 e i 1500 metri di quota, spingendosi a quote maggiori come litofita (1600-2150 metri).

## Coltivazione
Questa specie richiede una leggera diminuzione di acqua ed eliminazione del fertilizzante in inverno, ma non va lasciata asciugare completamente. Innaffiature e concimazioni vanno riprese a primavera.